# Pole dance

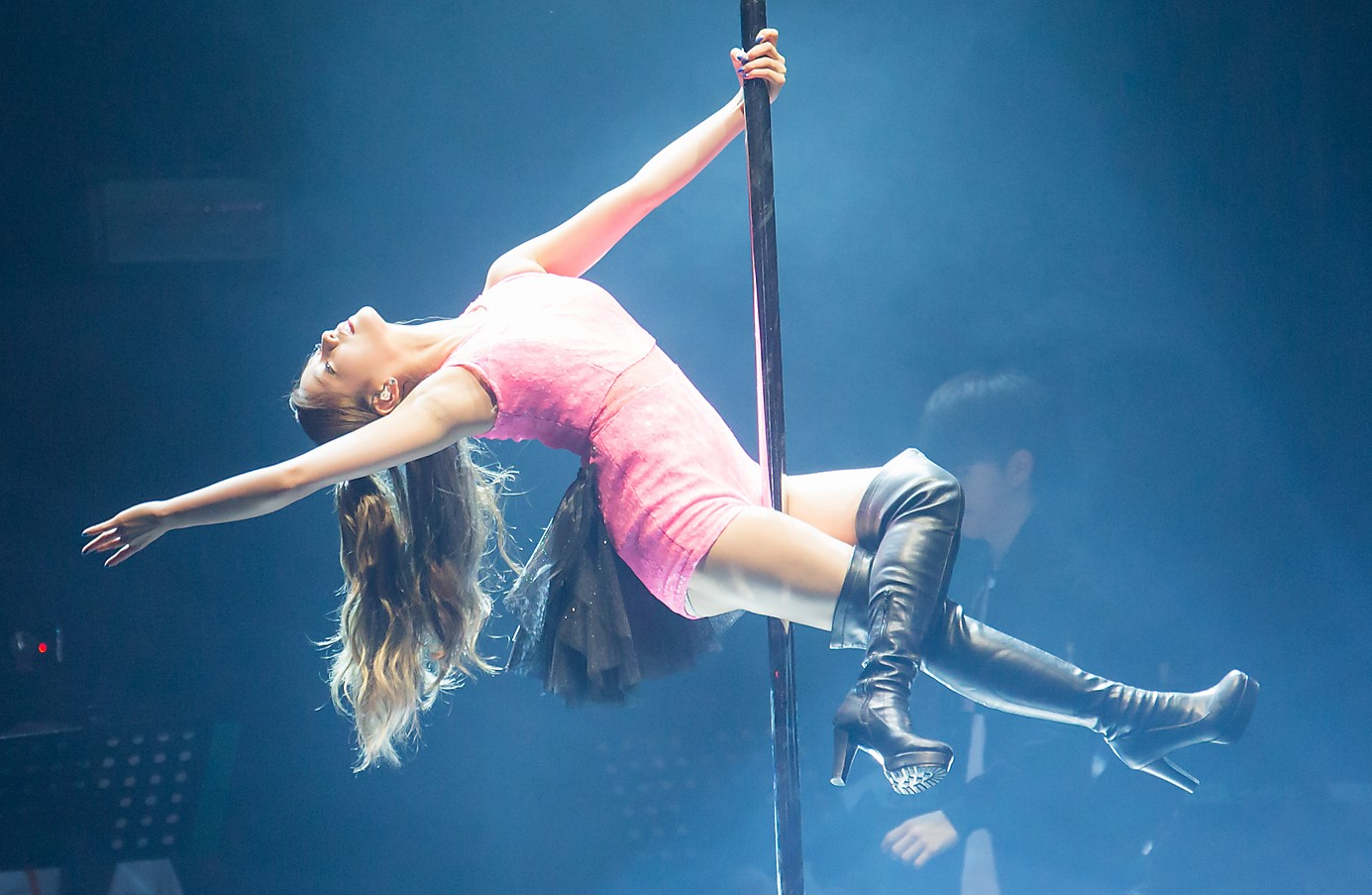
Um artista de pole dancing.

Pole dance (em português: dança do cano ou, ainda, dança do poste - literalmente -, também conhecida como barra americana) é uma forma de dança e ginástica. Originária da Inglaterra dos anos 1980, foi introduzida em Portugal em 2005 pela escola Círculo de Dança de Lisboa.
Trata-se de uma dança , utilizando, como elemento, um poste ou barra vertical sobre o qual o(a) bailarino(a) realiza sua atuação. Este termo é comumente associado ao âmbito dos strip clubs, porém, recentemente, também vem se utilizando o termo pole dance artístico nos cabarés e nos circos em espetáculos acrobáticos que não apelam ao erotismo como ferramenta visual.Existem diferentes vertentes de pole dance. Antigamente associado às casas noturnas e ao strip-tease, o pole dance assume, hoje, outras vertentes, como, por exemplo, o pole dance fitness, para a finalidade de trabalhar determinados grupos musculares, ficar com o corpo em forma e praticar algum desporto. Há o poledance artístico, que visa mais ao lado acrobático e que é incorporado principalmente em espetáculos de performance, no circo etc. E também o poledance sensual ou erótico, que é o que se vê nos strip clubs e que visa mais ao ladpornoresistência. Nos strip clubs, o pole dance se realiza de forma não tão ginástica, mas também acompanhado de um strip-tease.

## Origens
Tem sua origem ligada à prática do mallakhamb (homem de força), uma espécie de ioga praticado num poste de madeira e com cordas, ginástica tradicional indiana. Também está relacionado ao pole dance o mallastambha, onde os lutadores de luta livre ganhavam massa muscular.

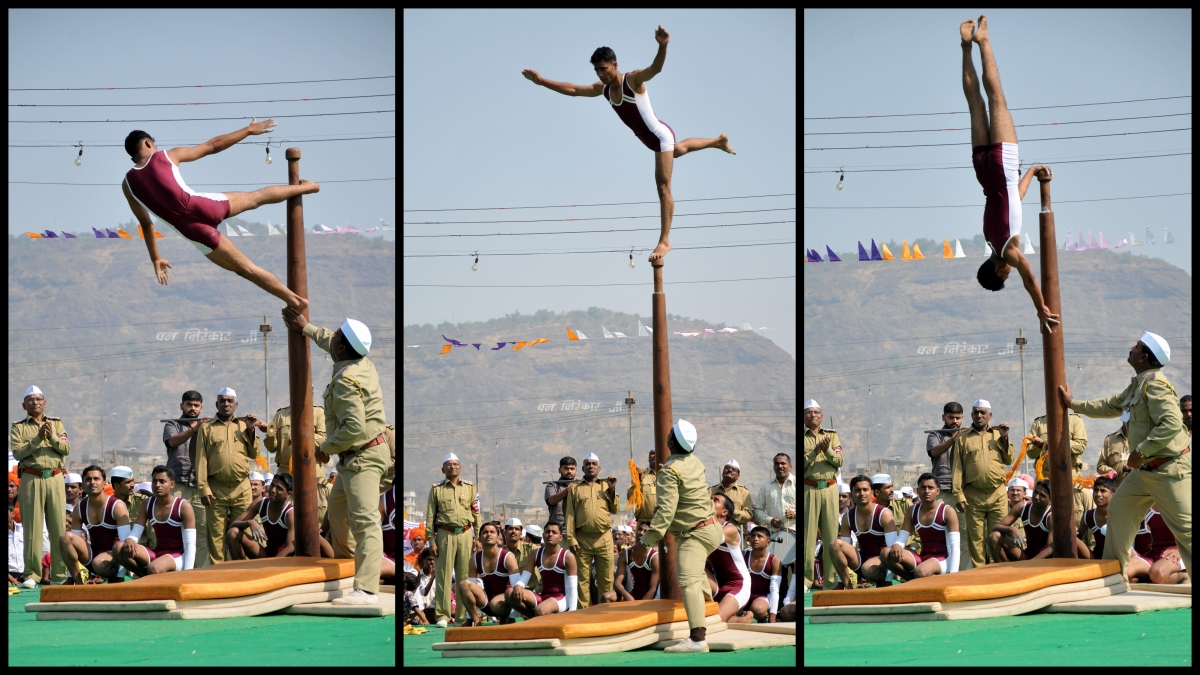
Mallakhamb

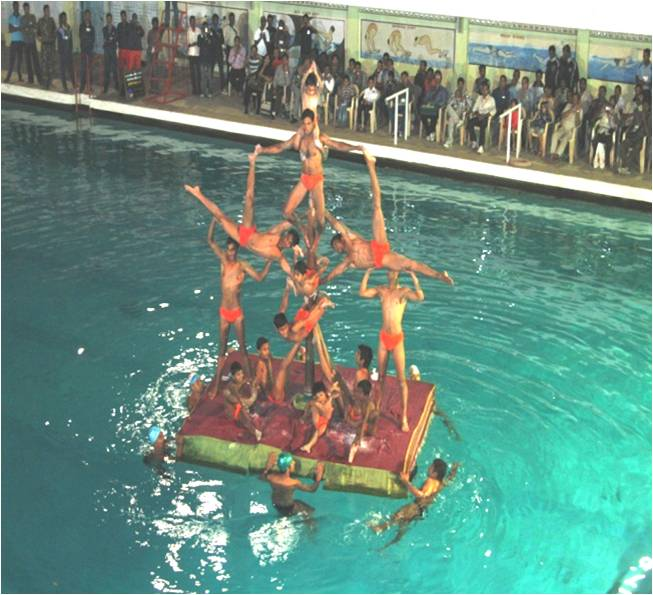
Mallakhamb in swimming

As origens do pole dance vêm da prática do mallakhamb (que significa "homem de força" ou "ginástica do poste"), que nada mais é do que ioga praticada em um poste de madeira e com cordas (principalmente praticado na Índia) e que existe desde o século XII.No entanto, como disciplina esportiva, existe há aproximadamente 250 anos. Uma outra disciplina, que está diretamente relacionada com o pole dance de hoje, é conhecida como mallastambha (que significa "ginástica do pilar"), técnica usada pelos antigos lutadores de luta livre para ganhar força e desenvolver os músculos.
O mallastambha não é mais praticado nos dias de hoje. O mallakhamb do poste (pole) ainda é praticado por homens e meninos e o mallakhamba da corda é praticado por mulheres e meninas.
O pole dance como conhecemos hoje se originou durante os anos 1920, no ápice da Grande Depressão Americana. Tour Fair Shows (que se originaram do negócio dos tours de circo) viajavam de cidade em cidade divertindo as multidões. Como parte do espetáculo principal, também existiam outros shows paralelos em tendas pequenas ao redor da tenda do circo principal. Uma das tendas mais famosas era conhecida como o show erótico das dançarinas Hoochi Coochi. A palavra "Hoochi Coochi" se originou do movimento que as dançarinas faziam com o quadril. As garotas dançavam sugestivamente em um palco pequeno em frente às multidões de assovios. Por causa do tamanho das tendas, o poste que segurava a tenda ficava bem na beirada dos pequenos palcos e as dançarinas começaram a se aproximar dos postes e a dançar com eles.
O poste das pequenas tendas tornou-se conhecido como o poste de dança que ainda existe hoje (no entanto, de uma forma mais tecnicamente e socialmente aceitável).
O estilo burlesque se originou no início da era Vitoriana (1840) e é um estilo que está relativamente ligado à Comédia dell’arte (onde os personangens principais carregavam um burle – um bastão com a ponta almofadada – que era usado para bater nos outros personagens com uma finalidade cômica (origem da comédia slapstick). A Comédia dell’arte foi a fonte para quase tudo que se vê hoje em entretenimento (como balé, marionetes, ópera, teatro,  tableau erótico, mímica, entre outros). O famoso Moulin Rouge em Paris (desde 1889) teve uma função essencial na disseminação do estilo buslesque sensual e no desenvolvimento da indústria erótica que contava com performances de artistas que vinham de todos os cantos do mundo para dançar no Moulin Rouge e ganhar a vida.
O pole dance se desenvolveu gradualmente desde as tendas de circo até os bares como o estilo burlesque nos anos 1950. O primeiro registro do pole dance como conhecemos hoje foi em 1968 com a performance de Belle Jangles no clube de striptease Mugwump, em Oregon. O pole dance moderno começou a ser documentado somente a partir dos anos 1980 no Canadá.
Entre os anos 1960 e 1970, muito pouco aconteceu em relação ao pole dance e pouco se documentou até os anos 1980, quando striptease e poledancing se tornaram populares no Canadá e nos Estados Unidos.
Ao longo do tempo, outros estilos de dança (alguns com raízes bem mais imorais que o pole dance) passaram por dificuldades para obter o reconhecimento e respeito que mereciam. Antes de ser abertamente reconhecidos, estilos de dança como o ballet, a salsa, o tango e, especialmente, a famosa dança do ventre, eram danças com fundamentos na sexualidade e na luxúria e também sofreram enorme criticismo durante anos.
A história do ballet revela que, a princípio, mulheres não eram permitidas de dançar, mesmo que muitas escrituras mais recentes negam este fato. O tango nasceu na França e se desenvolveu na Argentina, através de uma maneira de autoexpressão de rebeldia e se originou nos bordéis de Buenos Aires.
Os anos 1990 testemunharam Fawnia (canadense) praticando o pole dancing e trazendo a realidade para as mulheres comuns, que começaram a aprender a modalidade como uma maneira de manter a forma. Fawnia produziu o primeiro DVD com instruções de pole fitness e dança.
A partir do ano 2000, o pole dance se desenvolveu em gêneros diversos, do exótico ao pole fitness evoluído em 2006, que permitiu as mulheres comuns utilizarem-se da técnica dentro das suas rotinas diárias de fitness. Na verdade, um número relevante de mulheres que praticam o pole dance como fitness, possuindo poles dentro de casa para tal.

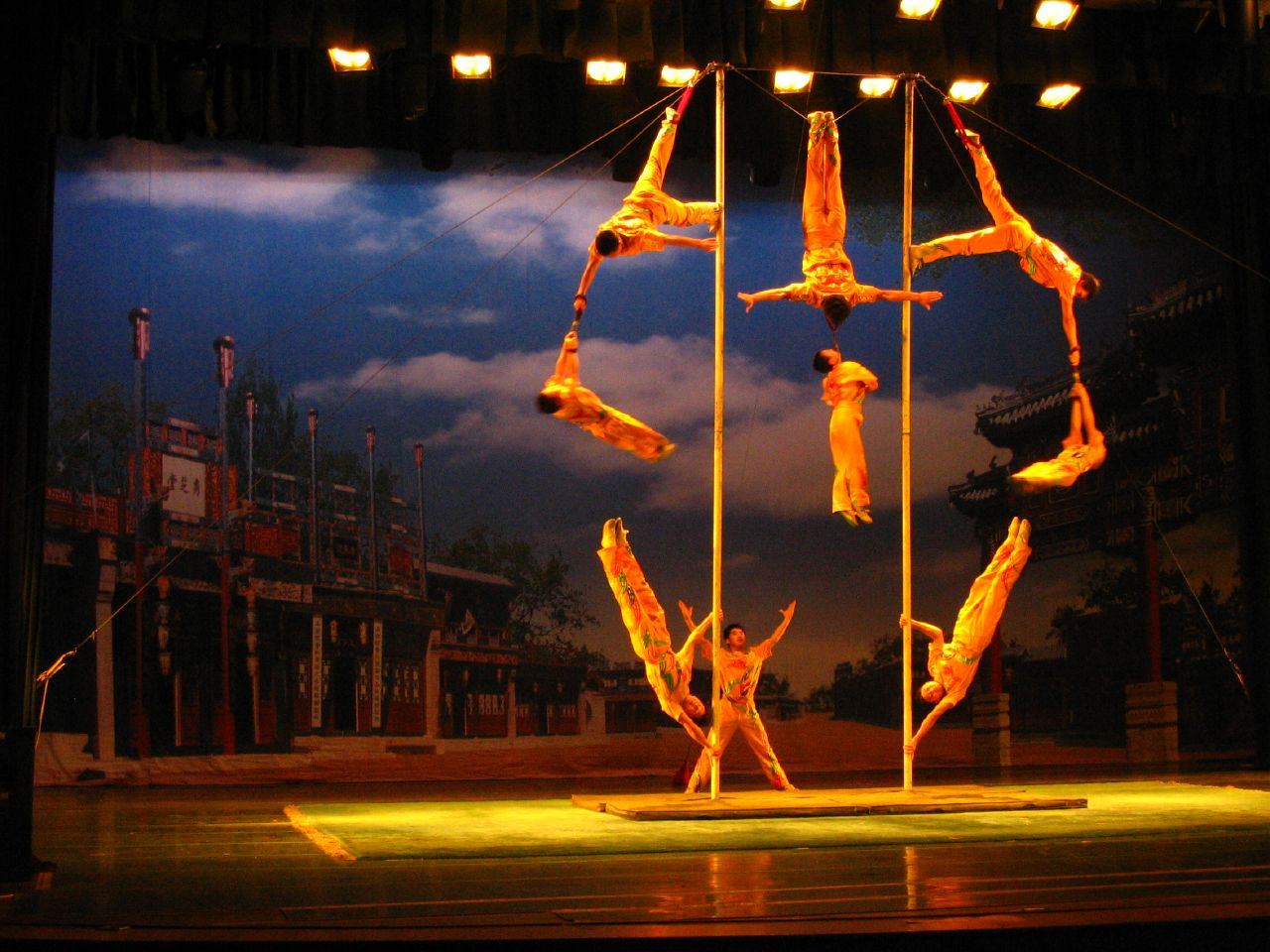
Barra em um circo

Mais recentemente, o Cirque du Soleil passou a utilizar performances baseadas nos poles chineses. Inspirado no Cirque du Soleil, homens também começaram a utilizar a técnica dos pole chineses e possuem números acrobáticos em shows pelo mundo. Assim como o Mallakhamb e o Pole Dance, os poles chineses também se utilizam do atrito entre pele e equipamento.
A diferença do pole Chinese é que a pele deve estar coberta, pois o pole é coberto por uma camada de borracha áspera que permite fixação.
Muitas técnicas suas são parecidas com as do pole dance: no entanto, as coreografias não possuem tanta fluência como as do pole dance.
Outros estilos de acrobacia aérea circense também possuem muitos pontos em comum com as técnicas de pole dance. Entre elas, as técnicas da corda bamba (que possui origens no mallakhamb) e as técnicas de acrobacia em tecido.
Levando em consideração que a mentalidade e atitude das pessoas em relação ao pole dance já começou a mudar, mesmo quando se referem ao pole dance como pole fitness, ainda existe uma relutância em relação ao público em geral em aceitar o pole dance como uma atividade física ou esportiva.
O pole dance de hoje constitui uma modalidade de exercício físico e dança que envolve o dançar com e ao redor de uma barra de metal polido. Essa modalidade incorpora movimentos de ginástica olímpica, movimentos livres, ballet e dança contemporânea em dimensões diferentes que incluem posições estáticas e em movimento usando a barra e fora da barra. A atividade do pole dance desenvolve a força dos membros superiores e inferiores do corpo e das costas/área abdominal e firma todos os músculos do corpo utilizando o próprio corpo como resistência.

## Novo perfil
O pole dance é considerado uma forma reconhecida de exercício e pode ser utilizado como uma ginástica. Reconhecidas escolas de ginástica estão agregando este baile como parte de seu repertório elevando assim sua popularidade. Também é catalogado por alguns como uma arte cênica. Um exemplo de pole dance com desempenho de arte cênica pode ser visto em Montreal, concretamente no Cirque du Soleil. Neste circo, acrobatas vestidos de múltiplas cores realizam esta prática, que inclui movimentos que implicam numa grande quantidade de força e habilidade.

## Competições
Apesar de serem comuns nos stripclubs, há uma crescente comunidade em todo o mundo que leva a sério este exercício como esporte e forma de arte.
Estas competições nada têm a ver com o que ocorre nos clubes noturnos. Pelo contrário, estes eventos são estritamente artísticos, onde não apresenta-se nudez nem strip-tease e sim expressão corporal através da arte, agilidade e força para realizar os movimentos.
A melhor Atleta do Brasil atualmente é Rafaela Montanaro, a mesma ganhou diversos títulos nacionais e internacionais sendo referência mundial em sua categoria, Montanaro foi diversas vezes a vencedora do Campeonato Brasileiro de Pole Dance, Campeonato Sulamericano de Pole Dance, realizado no Teatro Astral na Argentina e Campeonatos Mundiais. É sobrinha de José Montanaro Júnior, ex-jogador de vôlei, que atuou nos Jogos Olímpicos de Verão de 1984. Atuando e lecionando agora como atleta principal dos EUA.
Na Argentina, a técnica teve um auge devido ao programa Bailando por un sueño em 2007.

## Pole dancena mídia
Comum em filmes americanos eróticos, tais como Striptease, protagonizado por Demi Moore e  I Know Who Killed Me, com  Lindsay Lohan, o pole dance também foi destaque em novelas brasileiras. A novela Dance, Dance, Dance, exibida na Band, teve, em seu último capítulo, uma cena onde Sofia (Juliana Baroni) dançava pole dance para salvar a Fundação Verônica Marques. Flávia Alessandra, na novela Duas Caras, da TV Globo, teve seu personagem Alzira dançando em uma barra, utilizando um tapa-sexo de couro.
A top model Kate Moss dançou no mastro em um videoclipe do grupo de rock White Stripes. O pole dance também já apareceu no clipe Gimme More da cantora pop Britney Spears. Na Romênia, em Bucareste, uma stripper foi destaque na mídia ao aparecer dançando num metrô utilizando os canos do transporte na sua performance. Ela se despia ao som do filme Ou tudo ou nada e pedia dinheiro no final da apresentação.
Madonna, nos shows ocorridos em dezembro de 2008 nas cidades do Rio de Janeiro e São Paulo, efetuou movimentos numa barra no palco ao ritmo do hit Into the Groove..
Miley Cyrus também fez movimentos no cano na apresentação do single Party in the USA no Teen Choice Awards de 2009. Shakira dançou pole dance e fez movimentos sensuais no cano em seu clipe Rabiosa em 2011.

### Livros
Diablo Cody, em seu livro Minha vida de stripper, relata detalhes de sua vida de dançarina de pole dance e "dança da cama com simulação de sexo com homens". Além disso, enumera as 10 melhores músicas para se dançar no poste.
A escritora carioca Fernanda Borges, em seu thriller policial Orgasmos Fatais, apresenta aos leitores Daniela Vidal uma personagem misteriosa e sensual, suspeita de um homicídio de uma rival, praticante de pole dance. A trama é um neo noir que se passa no Rio de Janeiro.

### Moda
A designer Heather Thomson, na Semana da Moda de Nova Iorque, ocorrida em setembro de 2008 em Manhattan, escolheu dançarinas da região para desfilar sua linha de lingerie Yummie Tummie. As dançarinas trabalhavam em stripclubs.

## Tentativa de tornar opole dancemodalidade olímpica
Em 2008, um grupo de estadunidenses dançarinas de pole, em Salt Lake City, em Utah, nos Estados Unidos, montaram um abaixo-assinado para que a dança se tornasse uma modalidade olímpica nos Jogos Olímpicos de Verão de 2012 em Londres.

### Barra deshow
As barras disponíveis para uso nos clubes proporcionam efeitos visuais. Estes postes podem ser decorados com plástico ou tinta, contêm água, brilho e materiais especiais que aparecem quando se utiliza em conjunto com a iluminação estroboscópica, assim como a iluminação oculta em sua base de vigas. Geralmente, as barras são feitas de aço inox.

### A barra como exercício
O pole dance tem se transformado em uma nova e cada vez mais popular forma de exercício, no qual as mulheres (e às vezes os homens) usam como rotina de ginástica. Esta forma de exercício aumenta a força superior do corpo (utilizando o próprio organismo como resistência), trabalha a flexibilidade e a coordenação motora e também tonifica o corpo como um todo, trabalhando de forma mais intensa panturrilha, abdômen, bíceps, tríceps e coxas.

## Tipos de movimentos

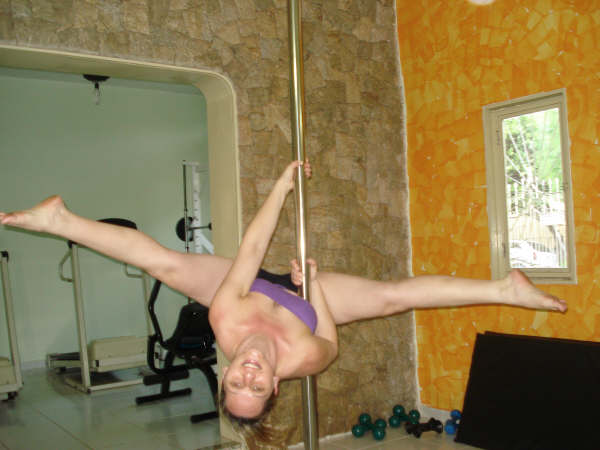
Inversão split

Como qualquer arte marcial, dança ou atividade física, o pole dance também possui uma nomenclatura para os movimentos, com algumas diferenças de um país para outro, mas mantendo aproximadamente o mesmo significado. O pole dance tem por volta de 300 movimentos e combinações, sendo que cada uma desenvolve a seu tempo. As turmas são divididas em básico, intermediário e avançado. (I,II,III E MASTER). Abaixo, de maneira não exaustiva, alguns dos movimentos:

### Básico

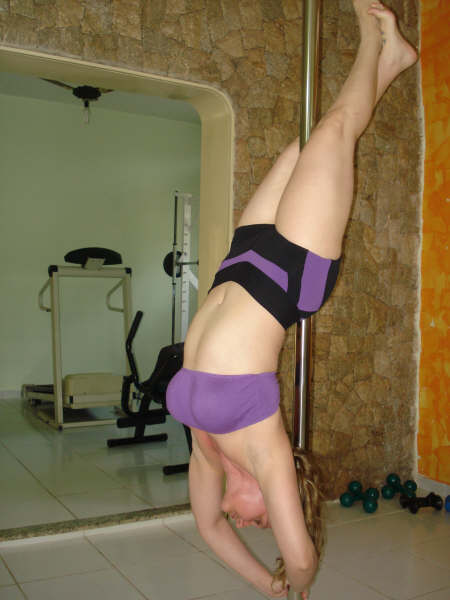
Inversão contrária

É o primeiro contato com a barra, onde se aprendem as posturas. Com os giros, a musculatura vai sendo fortalecida para o próximo nível.

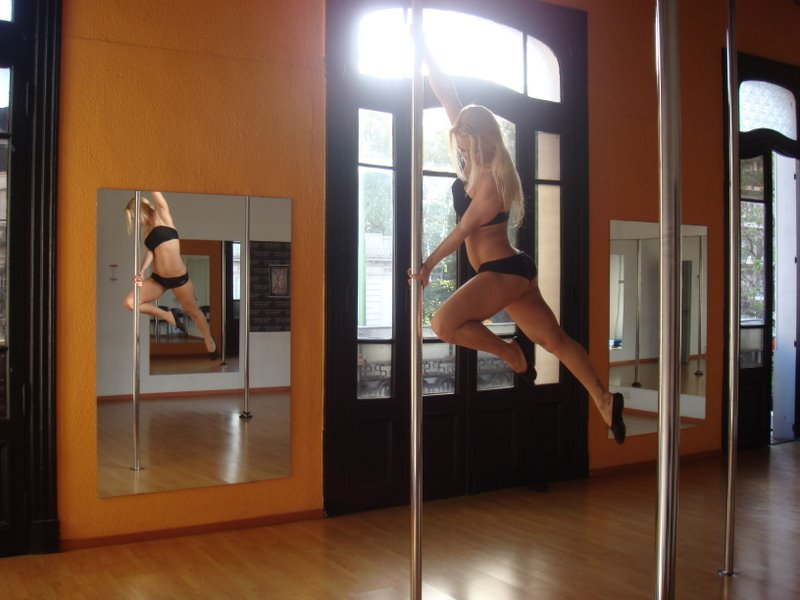
Pino fronzen en "P"angel

- Fireman Básico e Cruzado
- Chair ou Cadeira
- Carrousel
- Seat básico
- Seat glamour
- Back HookPino fronzen en "P"angel

### Intermediário
Esse é o nível onde se iniciam as inversões e quando as mudanças no corpo começam a se tornarem significativas.
- Inversão Básica
- Inversão split
- Crucifixo invertido
- Cradle Split ou Berço Split
- Seat Split ou pernas brincalhonas
- Butterfly
- Escorpião
- Geminis
- Ballerina
- Marley
- Hip Hold
- Super Man

### Avançado
Nesse nível, começam os movimentos mais difíceis, movimentos conjugados onde a performance já é bem notável.

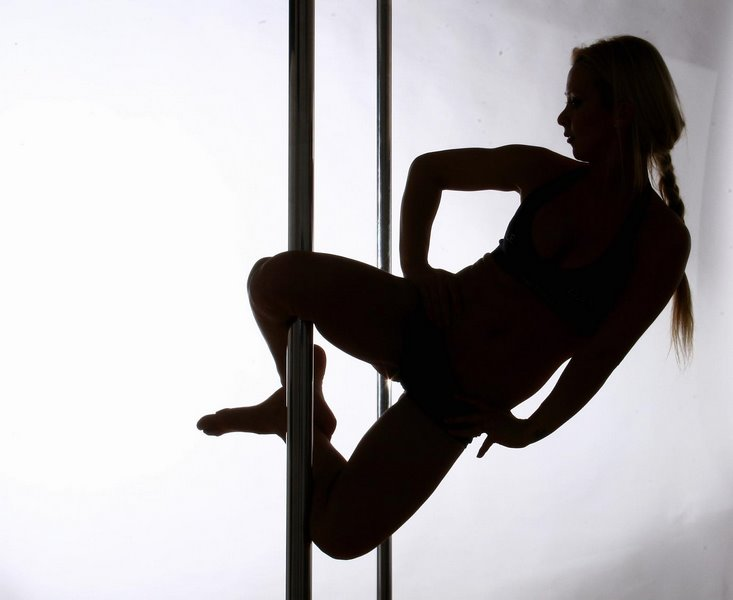
Knee hold, um movimento do pole dance. Pole dance sensual ou de competição aprendido nas academias

- Broken Doll
- Ayesha
- Extended Butterfly
- Jade Split
- Poison
- Shoulder Mount

### Master
Neste nível, os movimentos exigem extrema força, resistência, flexibilidade e técnica. São movimentos que requerem muito treino e muita prática.
- Death Lay
- flag pole
- starfish
- twisted handspring lift
- Iron X
- Planche

## Pole Dance Street

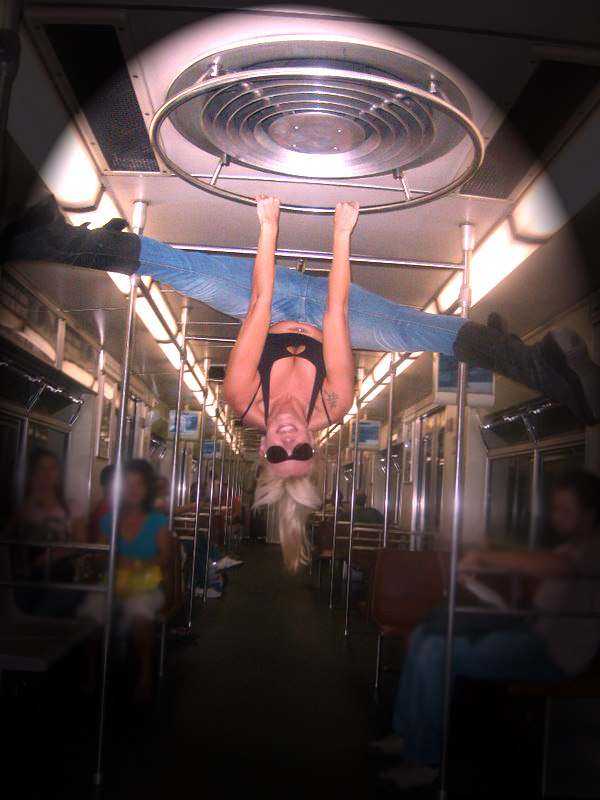
Street pole dance praticado dentro do vagão de um metrô

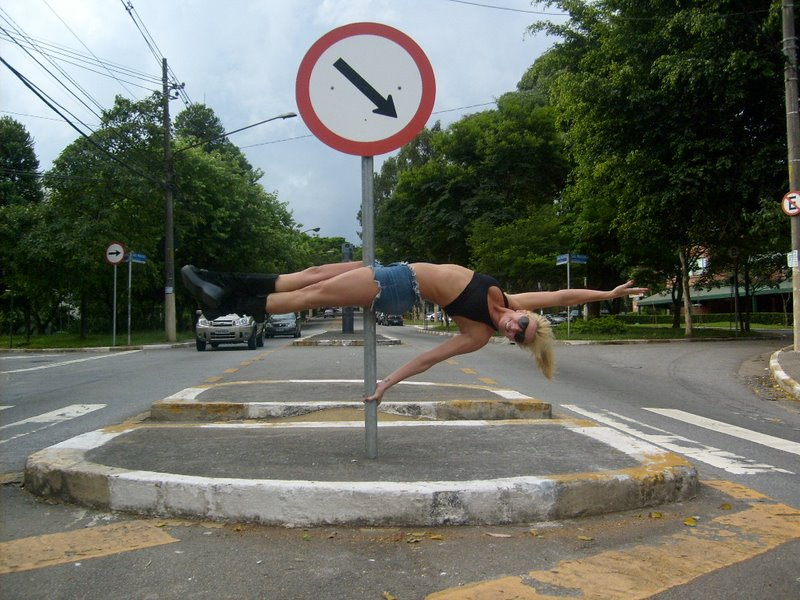
Street pole dance

O street pole dance é uma modalidade de pole dance praticada na área urbana, utilizando os postes que sustentam as placas de sinalização de trânsito. Nessa modalidade, as dançarinas utilizam roupa adequada para não machucar a pele nos postes pintados, como a calça jeans e tênis.
Menos comum mas também praticada é o street pole dance em meios de transporte urbanos. Geralmente é realizado em metrôs ou trens devido à existência de barras metalizadas com a finalidade de apoio e segurança aos passageiros. As pole dançarinas penduram-se nos canos e realizam os movimentos ao redor das pessoas que usam o meio de transporte rotineiramente.